# Sømændene
 Der er for få eller ingen kildehenvisninger i denne artikel, hvilket er et problem. Du kan hjælpe ved at angive troværdige kilder til de påstande, som fremføres i artiklen.

Sømændene (tidl. De Glade Sømænd) er et sømandsorkester fra Karrebæksminde, Næstved, under pladeselskabet, My Way Music, MBO.
De 8 medlemmer, der alle er født først i 1980'erne, har siden begyndelsen af 2000'erne udviklet et musikalsk univers, hvor den danske sømands-sangskat er i centrum. Genren er bluegrass.
I 2012 vandt gruppen prisen for "Årets livenavn" ved Danish Music Awards Folk.
I 2017 fratrådte styrmand Sebastian Sztuk stillingen som forsanger i Sømændene til fordel for en IT-karriere i Silicon Valley. Jeppe Vig Find kendt fra DR Ramasjang tiltrådte som ny styrmand og forsanger den 27. marts 2017.
Sømændene her været særdeles aktive på Samsø festival, hvor de bl.a. har spillet i Rullen.

## Medlemmer
Besætningen er sammensat af følgende medlemmer:
- Styrmand, Jeppe Vig Find (forsanger)
- Orlogskaptajnen, Søren Juul Bredahl (banjo)
- Ankermanden Anker, (bas)
- Masteføreren, Andreas Birk (violin)
- Gasten, (guitar)
- Fyrbøderen, Bo Sveidahl (guitar)
- Matrosen, Thomas Kann Jensen (harmonika)
- Ballastdrengen Steen, Esben Beldring Hansen (trommer)
- Torben Skipperlaks

## Diskografi
Under eget navn
- Vi går sammen ned', 27. maj 2013. Albummet er det først med udelukkende eget materiale
- Havnens Fristelser, juni 2010, Myway Music. Indspillet i Puk Studio. Albummet indeholder også en DVD med dokumentaren "A.K.A. Sømand".

- Søforklaringer, 2008, Myway Music. Indspillet i Puk Studio. Cd'en har solgt guld, dvs, over 20.000 eksemplarer, jf. De officielle danske musik hitlister
- Med stiv kuling og håret tilbage, 2007, At:tack Music, MBO. Indspillet i Sweet Silence Studios i København. Feat. Johan Olsen, Kenneth Thordal, Klaus Lynggaard, Peter Ingemann, Tobias Trier, Mogens Jensen og Jacob Gundel.

- Høkersnaps og Søuhyrer, 2005, Egen udgivelse. Indspillet i Elvina-studio i Næstved. Feat. Wilhelm Schiller og Simone Pedersen.

Medvirkender
- Julefrokosten, 2009 – officielt soundtrack til filmen af samme navn.
- Oktoberfest II, 2009
- Oktoberfest, 2007
- Afterski, 2008